# Tersilochus fulvipes
Tersilochus fulvipes là một loài tò vò trong họ Ichneumonidae.